# Jarsy
Jarsy est une commune française de la région Auvergne-Rhône-Alpes, située dans le département de la Savoie, au cœur du massif montagneux des Bauges.

## Géographie
Le village de Jarsy est situé dans les « Bauges devant » au pied de la dent de Pleuven (1 771 m) sur un replat qui domine la vallée du Chéran.  Il est entouré par les plus hauts sommets du massif, notamment l'Arcalod (2 217 m) et le Trélod (2 181 m).

### Situation et description
Le territoire est limitrophe à l'intérieur des Bauges de ceux des communes d'École, de la Compôte et de Doucy, et au niveau des lignes de crête ou des lignes de source de ceux de Chevaline, Doussard, Giez, Seythenex en Haute-Savoie, de Plancherine, Verrens-Arvey et Cléry en Savoie.

### Communes limitrophes
| Doucy      | Chevaline, Doussard, Giez | Seythenex, Plancherine |
| La Compôte | Jarsy                     | Verrens-Arvey          |
|            | École                     | Cléry                  |

### Géologie et relief
Le finage s'étend sur 3 268 ha et s'étage sur un dénivelé de 1 520 m, entre les altitudes de 697 m à l'endroit où le Chéran passe sur le territoire communal de la Compôte et de 2 217 m à la pointe de l'Arcalod, point culminant du massif des Bauges.

### Hameux et lieux-dits
Plusieurs hameaux dépendent de la commune de Jarsy : Belleville, Carlet, le Coudray, Être, Précherel, Rière-Bellevaux, Sur Roche et Très Roche.

### Géologie

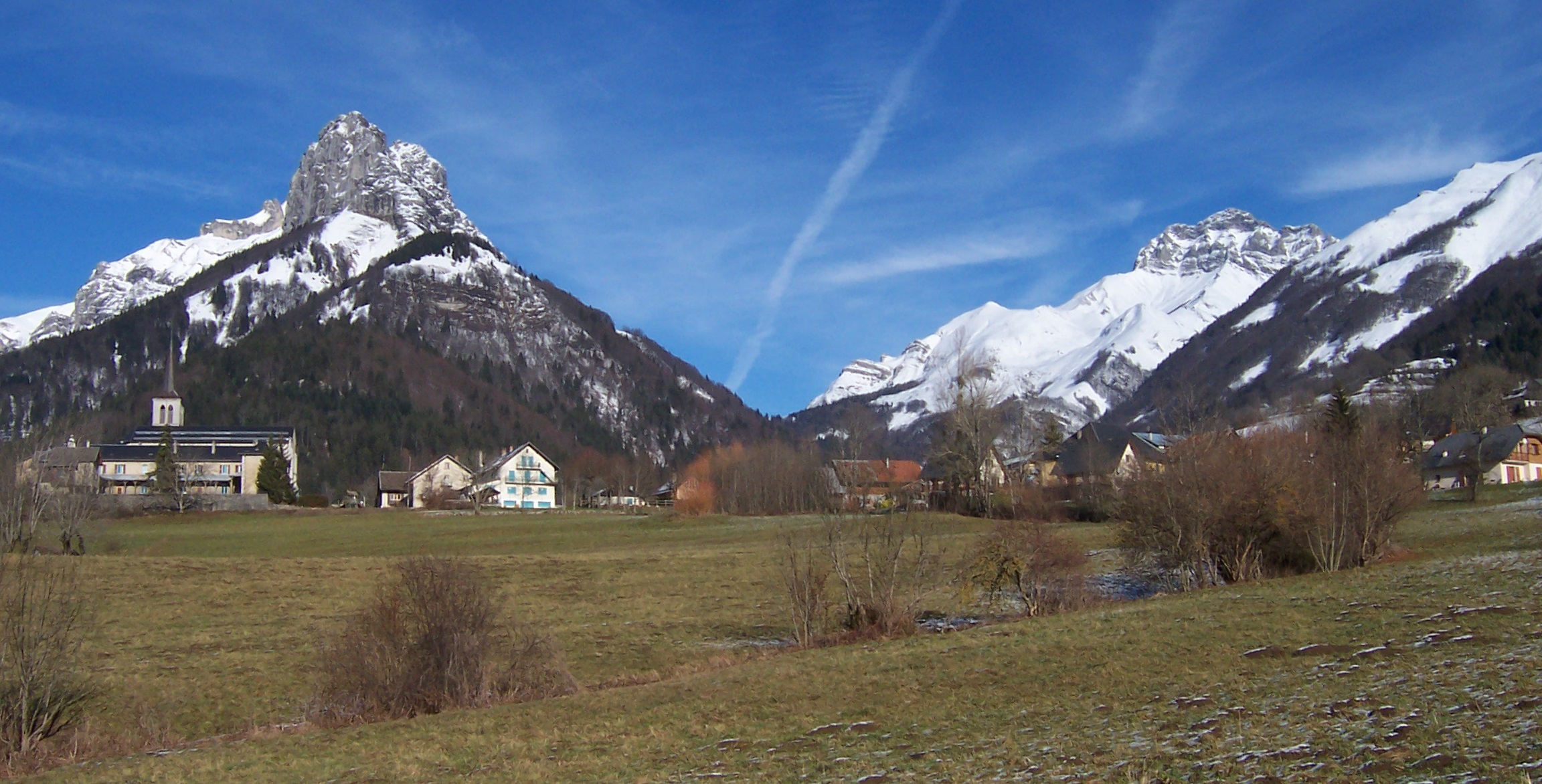
Jarsy dominée par la dent de Pleuven (à gauche) et l'Arcalod (à droite).

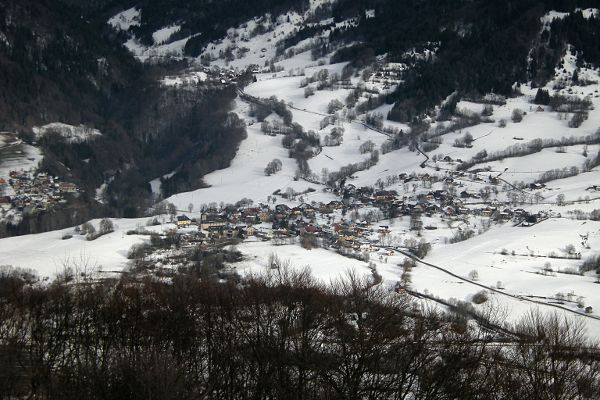
Jarsy en hiver vue depuis la crête du bois de la Fullie.

Les reliefs sont typiques des Préalpes françaises du nord. Le caractère inversé y est ici particulièrement bien marqué avec la présence de synclinaux perchés comme celui de Serraval où se trouvent les chalets d'Orgeval et d'anticlinaux surcreusés comme celui de Chérel.
Les falaises claires de calcaire urgonien du Crétacé inférieur (âge barrémien) de la dent de Pleuven et de l'Arcalod sont les éléments les plus visibles de l'environnement géologique de Jarsy. Ces barres rocheuses surmontent un ensemble monotone et épais de près de 1 000 m de couches argilo-calcaires à lits siliceux plus anciennes (âges hauterivien à valanginien).
En fond de vallée, notamment au niveau de la falaise d'Être, mais aussi dans l'axe érodé de l'anticlinal de Chérel, les calcaires jurassiques d'âge tithonien apparaissent.

### Hydrographie
Sur les bordures sud et est du territoire communal ou à proximité, coule le Chéran, principale rivière des Bauges. Plusieurs affluents venant de Jarsy viennent en gonfler le cours, principalement d'ouest en est : les ruisseaux (ou nants) de Chérel, de Jarsy, des Molines, de l'Enfer et d'Orgeval.

### Climat
Pour des articles plus généraux, voir Climat d'Auvergne-Rhône-Alpes et Climat de la Savoie.
En 2010, le climat de la commune est de type climat de montagne, selon une étude du Centre national de la recherche scientifique s'appuyant sur une série de données couvrant la période 1971-2000. En 2020, Météo-France publie une typologie des climats de la France métropolitaine dans laquelle la commune est exposée à un climat de montagne ou de marges de montagne et est dans la région climatique Alpes du nord, caractérisée par une pluviométrie annuelle de 1 200 à 1 500 mm, irrégulièrement répartie en été.
Pour la période 1971-2000, la température annuelle moyenne est de 8,4 °C, avec une amplitude thermique annuelle de 17,2 °C. Le cumul annuel moyen de précipitations est de 1 530 mm, avec 10,2 jours de précipitations en janvier et 9,3 jours en juillet. Pour la période 1991-2020, la température moyenne annuelle observée sur la station météorologique de Météo-France la plus proche, « Lescheraines », sur la commune de Lescheraines à 8 km à vol d'oiseau, est de 9,3 °C et le cumul annuel moyen de précipitations est de 1 363,4 mm,. Pour l'avenir, les paramètres climatiques de la commune estimés pour 2050 selon différents scénarios d'émission de gaz à effet de serre sont consultables sur un site dédié publié par Météo-France en novembre 2022.

## Urbanisme

### Typologie
Au 1er janvier 2024, Jarsy est catégorisée commune rurale à habitat dispersé, selon la nouvelle grille communale de densité à sept niveaux définie par l'Insee en 2022.
Elle est située hors unité urbaine et hors attraction des villes,.

### Occupation des sols
L'occupation des sols de la commune, telle qu'elle ressort de la base de données européenne d’occupation biophysique des sols Corine Land Cover (CLC), est marquée par l'importance des forêts et milieux semi-naturels (89,5 % en 2018), en diminution par rapport à 1990 (96,3 %). La répartition détaillée en 2018 est la suivante : 
forêts (49 %), milieux à végétation arbustive et/ou herbacée (28,7 %), espaces ouverts, sans ou avec peu de végétation (11,8 %), prairies (8,7 %), zones agricoles hétérogènes (1,3 %), terres arables (0,5 %), zones urbanisées (0,1 %),.

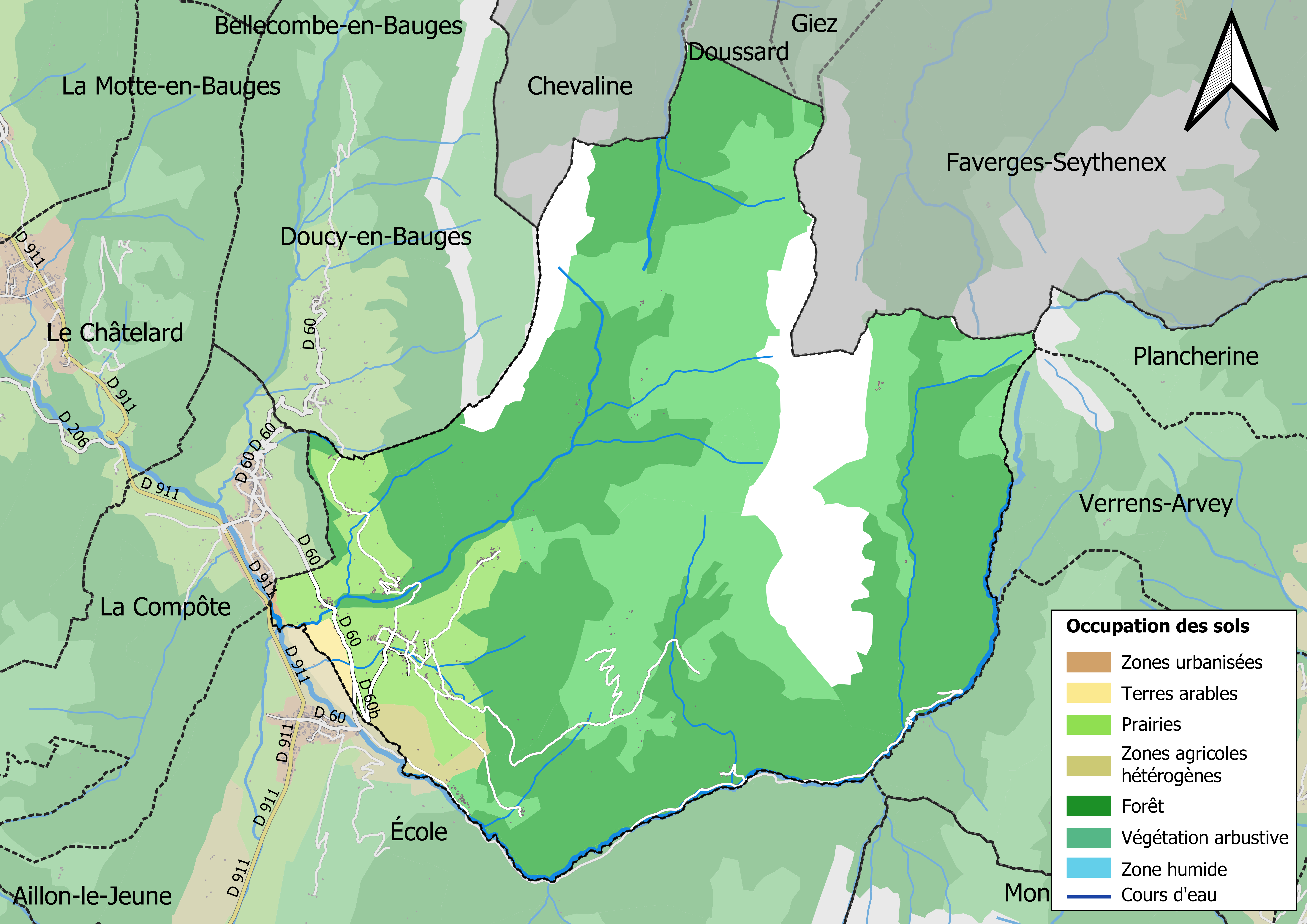
Carte des infrastructures et de l'occupation des sols en 2018 (CLC) de la commune.
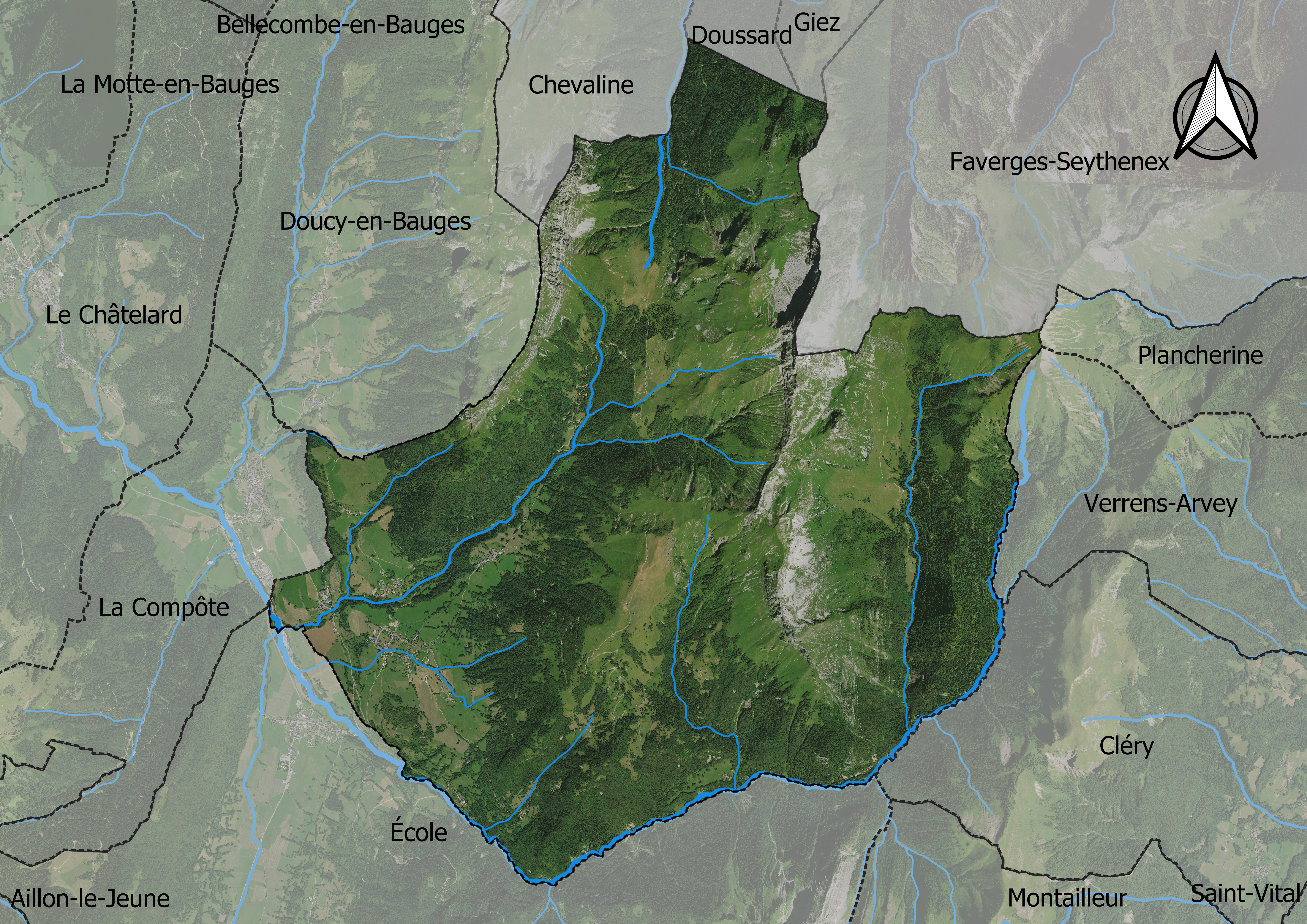
Carte orthophotogrammétrique de la commune.

## Toponymie
Jarsy dérive de Jarsiacum (mentionné dès le XIIe siècle) et de ses variantes, et pourrait se rapporter au nom ou surnom romain de Gercius. Le nom de la commune, comme celui de ses habitants (les Jarselains), se prononce avec le son [z] pour  le « s » central. En francoprovençal, selon la graphie de Conflans, il s'écrit d'ailleurs Jarzi.

## Histoire
D'après les recherches de l'historien Léon Menabrea, Jarsy aurait été au Xe siècle le lieu de retranchement d'un groupe de Sarrasins qui y aurait fondé une colonie avant de se convertir au christianisme. Le souvenir de cette origine aurait persisté jusqu'au XIXe siècle chez les baujus.
Jarsy est aussi l'un des premiers lieux où les moines de l'abbaye d'Hautecombe se constituent un domaine dans les Bauges. Ils y reçoivent, en 1192, une importante donation suivie par d'autres. Et c'est ainsi que lors du recensement cadastral de 1738, les possessions de l'abbaye sur la commune actuelle de Jarsy s'élèvent à plus de cinq cents hectares (525 exactement, ce qui en fait la plus importante possession en surface de l'abbaye).
La paroisse de Jarsy reçoit la visite d'inspection de l'évêque François de Sales, le lundi 10 juillet 1606.
Le 4, 5 et 6 juillet 1944, une division allemande entre dans le massif des Bauges en passant par les crêtes à la recherche des maquisards et des réfugiés juifs. Cinq personnes sont fusillées à Jarsy.

## Politique et administration
La commune dépend de l'arrondissement de Chambéry. La commune de Jarsy adhère à la communauté d'agglomération de Chambéry Métropole - Cœur des Bauges, devenue Grand Chambéry, où elle est représentée par un conseiller communautaire.
Jarsy fait également partie du syndicat mixte du parc naturel régional du Massif des Bauges.

### Administration municipale

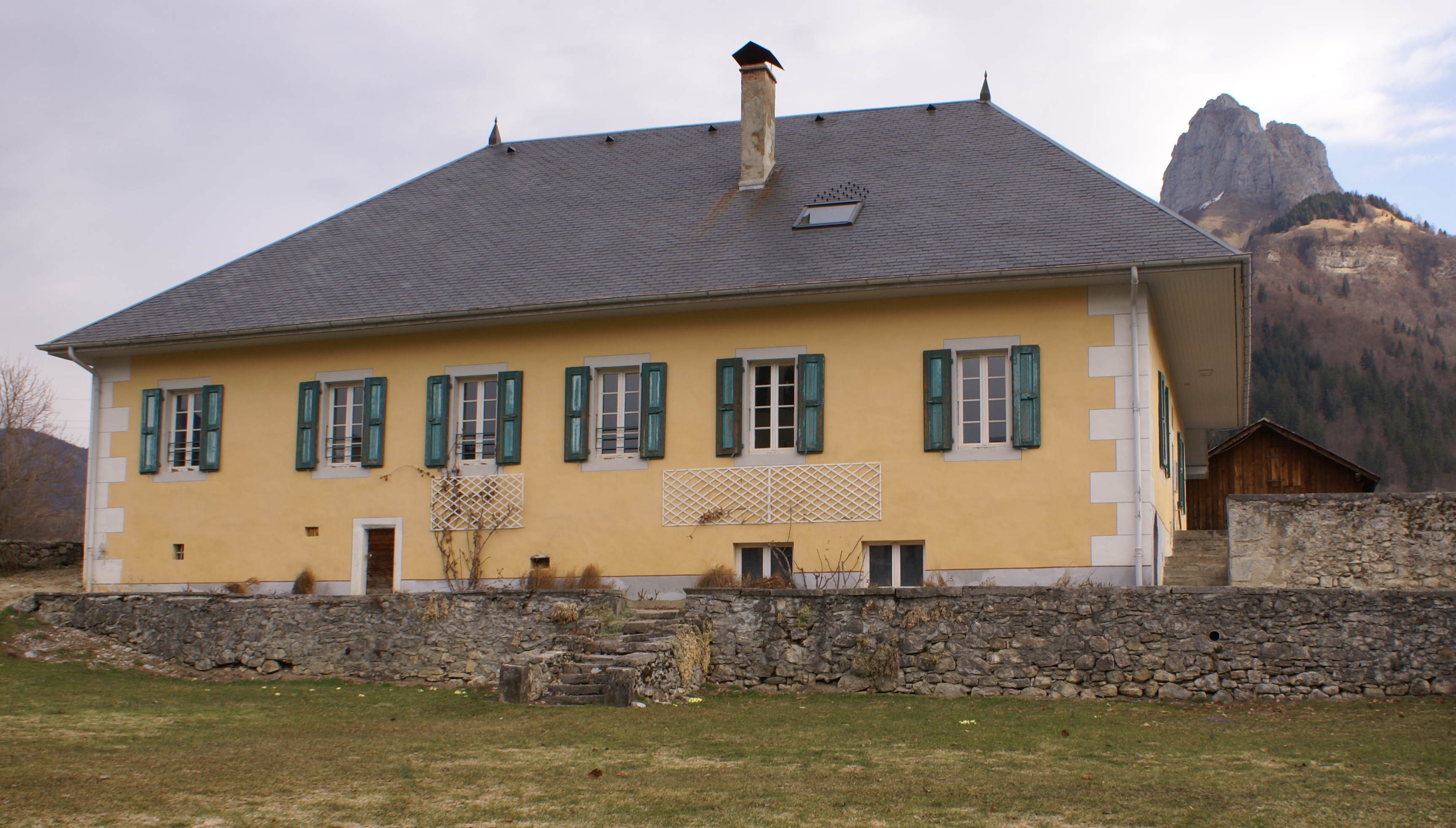
La mairie est installée dans l'ancien bâtiment du presbytère.

Le premier maire de Jarsy après l'annexion de la Savoie en 1860 fut Louis-Marie Jaccaz. Celui-ci avait cependant déjà exercé la fonction de premier magistrat de la commune, en tant que “syndic” en 1855 et en 1859 sous l'administration sarde

### Liste des maires
| Période                                  | Période                    | Identité           | Étiquette | Qualité |
| ---------------------------------------- | -------------------------- | ------------------ | --------- | ------- |
| Les données manquantes sont à compléter. |                            |                    |           |         |
| 1860                                     |                            | Louis-Marie Jaccaz |           |         |
| [...]                                    |                            | [...]              |           |         |
| mars 1965                                | mars 1977                  | Ulrich Burgos      |           |         |
| 1977                                     | 1989                       | Édouard Péguet     | PCF       |         |
| 1989                                     | 2001                       | Guy Jay            |           |         |
| mars 2001                                | En cours (au 30 juin 2020) | Pierre Dupérier    |           |         |

Jusqu'aux élections départementales de 2015, les électeurs inscrits à Jarsy votaient pour l'élection du conseiller général du canton du Châtelard. En mars 2015, ils ont été appelés à voter pour les deux conseillers départementaux du nouveau canton de Saint-Alban-Leysse.

## Population et société

### Démographie

#### Évolution démographique
L'évolution du nombre d'habitants est connue à travers les recensements de la population effectués dans la commune depuis 1793. Pour les communes de moins de 10 000 habitants, une enquête de recensement portant sur toute la population est réalisée tous les cinq ans, les populations de référence des années intermédiaires étant quant à elles estimées par interpolation ou extrapolation. Pour la commune, le premier recensement exhaustif entrant dans le cadre du nouveau dispositif a été réalisé en 2006.
En 2022, la commune comptait 255 habitants, en évolution de −3,77 % par rapport à 2016 (Savoie : +3,63 %, France hors Mayotte : +2,11 %). Le maximum de la population a été atteint en 1838 avec 1 215 habitants.
| 1793 | 1800 | 1806 | 1822  | 1838  | 1848  | 1858  | 1861  | 1866 |
| ---- | ---- | ---- | ----- | ----- | ----- | ----- | ----- | ---- |
| 859  | 895  | 916  | 1 118 | 1 215 | 1 197 | 1 038 | 1 037 | 953  |

| 1872 | 1876 | 1881 | 1886 | 1891 | 1896 | 1901 | 1906 | 1911 |
| ---- | ---- | ---- | ---- | ---- | ---- | ---- | ---- | ---- |
| 943  | 946  | 899  | 861  | 810  | 804  | 766  | 704  | 670  |

| 1921 | 1926 | 1931 | 1936 | 1946 | 1954 | 1962 | 1968 | 1975 |
| ---- | ---- | ---- | ---- | ---- | ---- | ---- | ---- | ---- |
| 540  | 513  | 466  | 424  | 374  | 294  | 247  | 208  | 196  |

| 1982 | 1990 | 1999 | 2006 | 2011 | 2016 | 2021 | 2022 | - |
| ---- | ---- | ---- | ---- | ---- | ---- | ---- | ---- | - |
| 166  | 172  | 247  | 294  | 287  | 265  | 260  | 255  | - |

#### Pyramide des âges
En 2018, le taux de personnes d'un âge inférieur à 30 ans s'élève à 26,8 %, soit en dessous de la moyenne départementale (33,6 %). À l'inverse, le taux de personnes d'âge supérieur à 60 ans est de 28,3 % la même année, alors qu'il est de 26,7 % au niveau départemental.
En 2018, la commune comptait 135 hommes pour 134 femmes, soit un taux de 50,19 % d'hommes, légèrement supérieur au taux départemental (48,96 %).
Les pyramides des âges de la commune et du département s'établissent comme suit.
| Hommes | Classe d’âge | Femmes |
| ------ | ------------ | ------ |
| 0,0    | 90 ou +      | 2,3    |
| 6,8    | 75-89 ans    | 8,3    |
| 19,5   | 60-74 ans    | 19,7   |
| 31,6   | 45-59 ans    | 26,5   |
| 12,8   | 30-44 ans    | 18,9   |
| 16,5   | 15-29 ans    | 9,1    |
| 12,8   | 0-14 ans     | 15,2   |

| Hommes | Classe d’âge | Femmes |
| ------ | ------------ | ------ |
| 0,7    | 90 ou +      | 2      |
| 7,2    | 75-89 ans    | 9,9    |
| 17,1   | 60-74 ans    | 18     |
| 21,1   | 45-59 ans    | 20,4   |
| 18,9   | 30-44 ans    | 18,4   |
| 17,2   | 15-29 ans    | 15,1   |
| 17,7   | 0-14 ans     | 16,2   |

### Enseignement
La commune est située dans l'académie de Grenoble.
Les élèves de maternelle et du primaire sont scolarisés au groupe scolaire des Hautes Bauges associant les communes de la Compôte, Doucy, École, Jarsy et Sainte-Reine et installé depuis 2013 dans des locaux neufs à École-en-Bauges.

## Économie

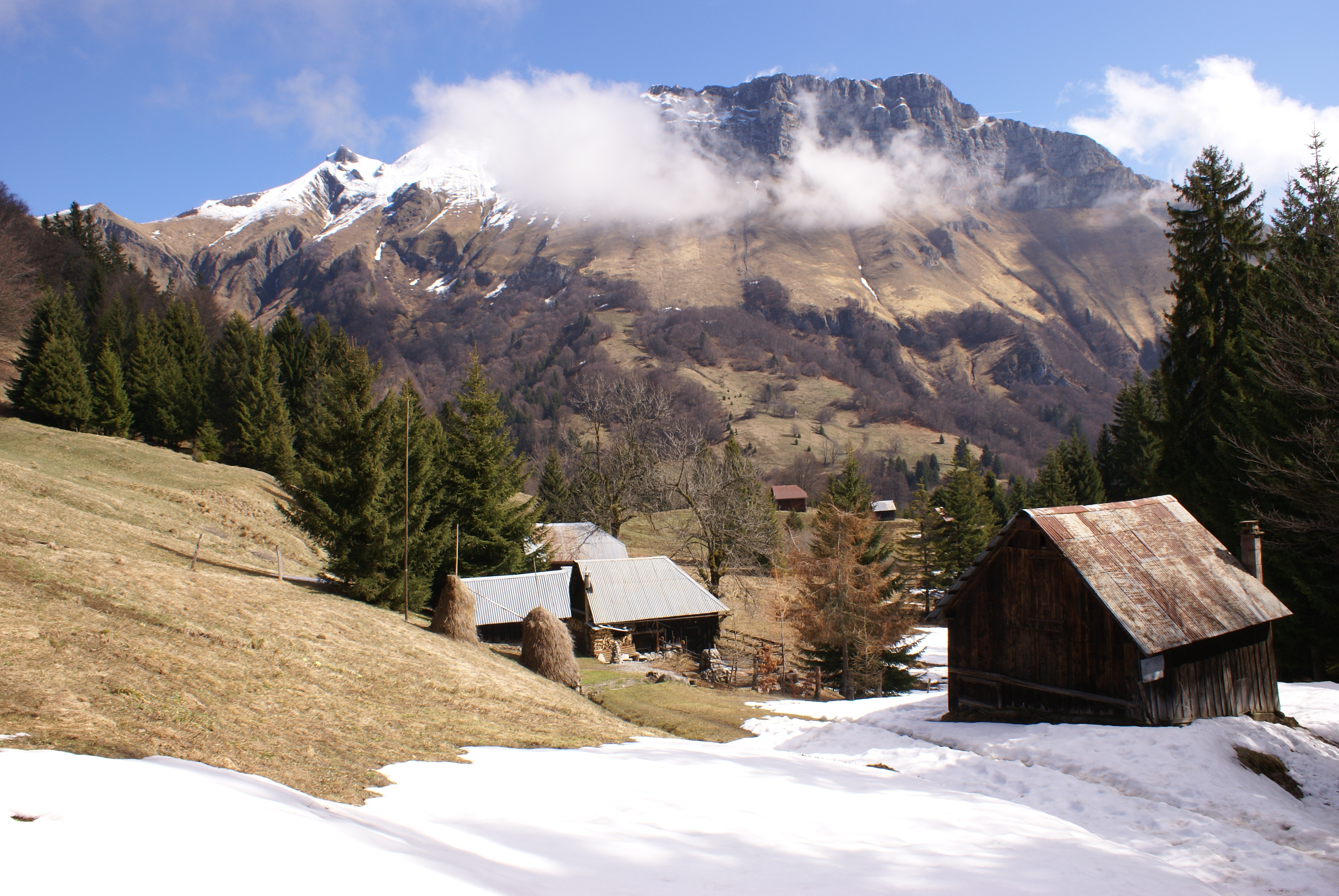
Les chalets du Chargieu avec le mont de la Coche en arrière-plan : un territoire d'estive, de randonnée, de chasse, de forêt et de protection de la nature.

L'activité économique est dominée par l'élevage laitier traditionnel et par le tourisme.

### Productions agricoles et forestières
Jarsy est entièrement inclus dans l'aire de production de l'AOP “tome des Bauges”. Pendant la saison d'estive, le lait produit dans les alpages est transformé directement en tomes sur place, en particulier dans les chalets d'Orgeval ou d'Allant. Quant au lait produit en vallée, il peut également être transformé sur place par un producteur local ou collecté pour la fruitière coopérative de la Compôte qui fabrique de la tome ainsi que du gruyère gras des Bauges.
La production agricole n'a cependant pas été toujours exclusivement tournée vers l'élevage. Au XIXe siècle, les cultures occupaient une superficie importante, l'exposition ensoleillée des terroirs étant considérée comme favorable. Ainsi en 1869, on recensait quatre-vingt dix hectares en céréales et vingt hectares en pommes de terre. Jarsy était également réputé pour ses « vergers de plein vent » et sa production de cidre.
Les forêts, traitées en futaie irrégulière, procurent une récolte régulière de bois d'œuvre résineux (de l'ordre d'un millier de m3 par an) de sapin pectiné et d'épicéa commun et de bois de chauffage de hêtre.

### Tourisme
Situé dans la partie centrale du parc naturel régional des Bauges, Jarsy est un important site de départ de randonnées vers les plus hauts sommets des Bauges. La présence d'une faune sauvage abondante et assez facilement observable, notamment grâce à la réserve nationale de chasse et de faune sauvage des Bauges, apporte un attrait supplémentaire.
La chasse elle-même, pratiquée en tir encadré dans la réserve ou en périphérie sur le territoire de l'Association communale de chasse agréée de Jarsy, constitue une forme de « récréotourisme faunique ».

#### Structures touristiques
- 1 hôtel-restaurant (L'Arcalod, Jarsy - Hôtel/Bar/Restaurant)[36],
- 2 gîtes de France[37].

### Commerce et artisanat
La commune compte :
- une boulangerie
- un atelier de maquettes professionnelles.

## Culture locale et patrimoine

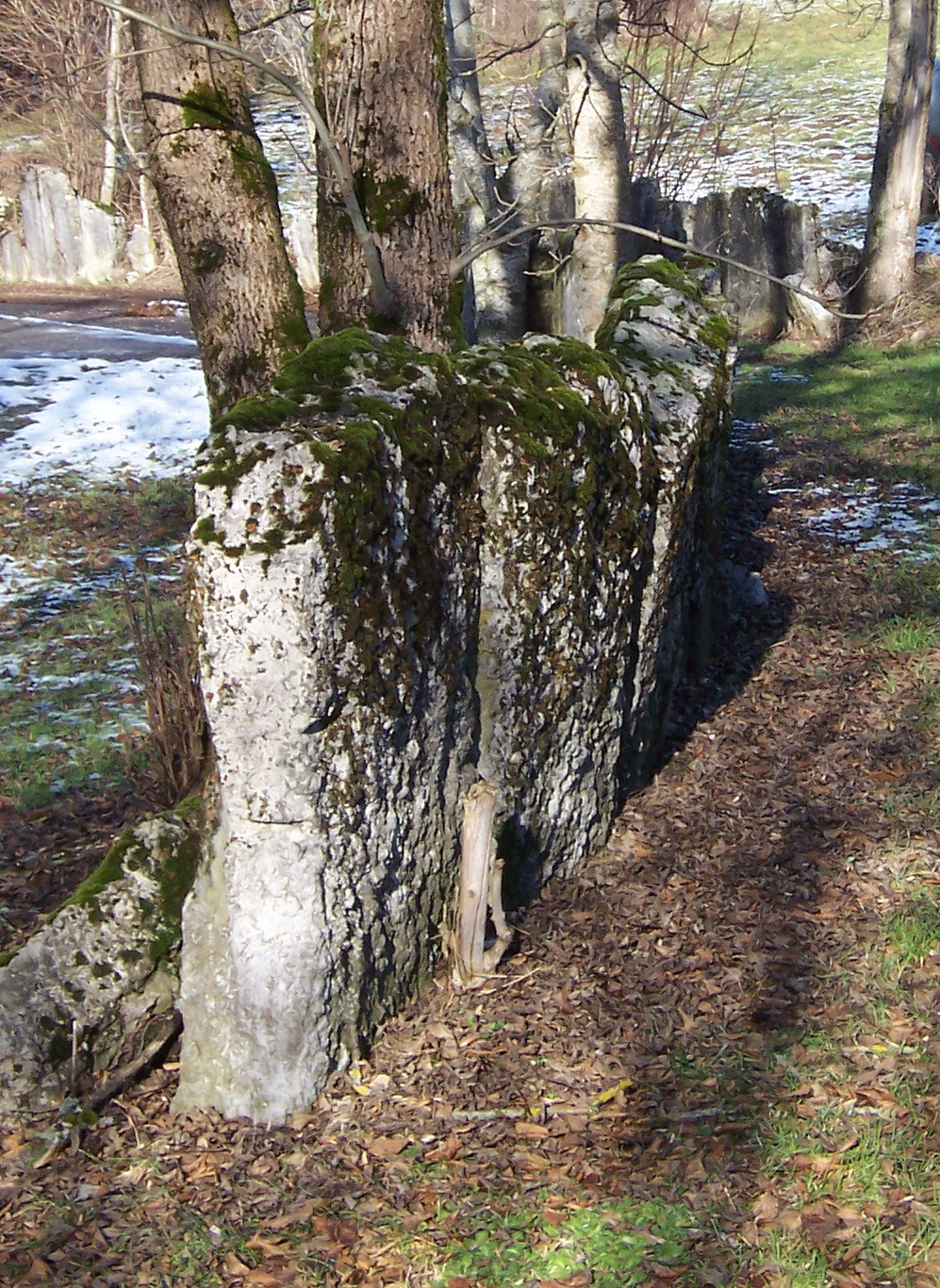
Les pierres levées, extraites de l'ancienne carrière de la Lésine, marquent les bordures des chemins ou les limites des propriétés.

### Sites architecturaux
- L'église de Jarsy, placée sous le patronage de Saint André, construite en 1867 dans le style néogothique selon les plans de l'architecte des Bâtiments du département et architecte diocésain, Joseph Samuel Revel, consacrée en 1895[38].
- La « chapelle de la Lésine », édifice du XVIIe siècle tombé en ruines et restauré en 2015[39].
- Les clôtures de pierres levées (ou palets) qui délimitent les propriétés ou les bords de chemins[33].

### Sites naturels
L'étagement altitudinal, la diversité des expositions, les pratiques pastorales et sylvicoles, l'exode rural et la mise en protection de certains territoires ont assuré le maintien d'habitats naturels remarquables et variés. Quatre zones naturelles d'intérêt écologique, faunistique et floristique de type 1 sont en partie situées sur le territoire de Jarsy :
- la ZNIEFF no 820031333[40] des « pelouses sèches d'Être », couvrant aussi une partie des territoires d'École et de la Compôte, située à 800 m d'altitude, constituée d'une petite falaise couverte de forêts thermophiles et de pelouses à orchidées ;
- la ZNIEFF no 820031339[41] des « bois de Pré Poirier et du Pré Lamy », qui correspond à la combe entre la Montagne du Charbon et les Hautes-Bauges ;
- la ZNIEFF no 820031340[42] de la « Montagne du Charbon », notamment autour des reliefs de la dent de Pleuven et du Trélod ;
- la ZNIEFF no 820031346[43] des « Hautes-Bauges », qui correspond aux plus hauts sommets du massif.

Les forêts occupent les versants des montagnes. Ce sont majoritairement des forêts publiques dont notamment la forêt communale de Jarsy (279 ha), la forêt sectionale de Carlet Très Roche (96 ha environ), la forêt départementale de Coutarce (126 ha) et une grande partie de la forêt domaniale de Bellevaux (600 ha sur 1679).

### Personnalités liées à la commune
- L'abbé Gaspard Bonnefoy (1793-1851), recteur à la paroisse de Jarsy de 1833 à 1844, membre correspondant de l'Académie des sciences, belles-lettres et arts de Savoie[47].

### Divers
- Le documentaire "Contre le mur de ma maison", produit par Pierre Beccu et co-écrit avec Isabelle Dupérier, retrace l'histoire des deux filles juives dont le père a été fusillé au hameau de Belleville en 1944.
- L'épisode n°2, saison 7 de la série télévisée Cassandre, intitulé "Zone blanche" prend le village de Jarsy, renommé en Saint-Falcon, comme cadre de l'intrigue.